# Зайцево (Днепропетровская область)
За́йцево (укр. Зайцеве) — село,
Зайцевский сельский совет,
Синельниковский район,
Днепропетровская область,
Украина.
Код КОАТУУ — 1224882001. Население по переписи 2001 года составляло 1095 человек.
Является административным центром Зайцевского сельского совета, в который, кроме того, входят сёла
Калиновка,
Красное,
Очеретоватое,
Терновое и ликвидированные сёла
Петровское и
Терники.

## Географическое положение
Село Зайцево находится на расстоянии до 2,5 км от сёл Казачий Гай, Новопавлоградское, Калиновка и Очеретоватое.
Рядом проходят автомобильная дорога Т-0416 и
железная дорога, станция Зайцево.

## Происхождение названия
Название села, как и название станции Зайцево, пошло от названия балки Зайцевой.

## История
- Село Зайцево было основано весной 1910 года выходцами села Лихачево и Павлоградских хуторов города Павлограда.
- 1 января 1918 года в селе установлена Советская власть (село принадлежало Павлоградскому уезду).
- 27 марта 1919 года в селе зарегистрирована Трудовая земледельческая коммуна.
- В мае 1920 года, на основании декрета Всеукраинского ЦИК от 9 мая 1920 года из безземельных крестьян, в селе был создан Комитет незаможных селян (КНС, комнезам).
- В январе 1925 года после избрания сельского Совета КНС был реорганизован в добровольную общественную организацию.
- 1920/1921 учебный год ознаменовался открытием 4-хклассной начальной школы соцвоспитания.
- В 1929 году открыта 7-летняя неполная средняя школа.
- В 1929 году на территории села организован колхоз «Воля».
- В 1940 году построена и открыта Зайцевская средняя школа.
- 2 октября 1941 года село оккупировано немецкими захватчиками.
- 13 февраля 1943 года карательный отряд, направленный в село немецкими захватчиками за пущенный под откос бронепоезд патриотами села, сжёг практически все село. Осталось уцелевшими всего 17 дворов из 196. Было расстреляно 69 жителей села, в том числе 9 женщин.
- 21 сентября 1943 года село Зайцево освобождено частями 333-й стрелковой дивизии.
  - На фронтах Великой Отечественной войны сражались 366 жителей села, из них 191 погиб, 137 человек за героизм и отвагу награждены орденами и медалями.
- 1953 год — построен памятник воинам, погибшим при освобождении нашего села и окрестных сел сельсовета.
- 1954—1955 года — организован колхоз им. Энгельса путём объединения колхозов близлежащих сел.
- 1959 год — построен Дворец культуры на 400 мест.
- В разные годы были построены: специализированная больница на 100 койко-мест, детский комбинат ясли-сад «Малышка» на 75 мест, организована библиотека с книжным фондом 12 тыс. экземпляров, торговый комплекс из шести магазинов, здание для администрации колхоза, сельского совета и других учреждений села, автогараж, три тракторных бригады с гаражами для тракторов, мастерские со слесарными, токарными и сверлильными станками, три кузницы, механический ток, зерносклады, теплица, механизмы для заготовки гранул, сенной муки, свинофермы, коровники и т. д.
- В феврале 1966 года открыта новая двухэтажная кирпичная школа.
- В начале 80-х открыт 2-этажный детский садик. В здании старого детского комбината стали располагаться библиотека, касса, почта, пошив одежды.

## Экономика
- НПФХ «Компания „Маис“».
- КФХ «Резонанс».
- КФХ «Свитязь».
- КФХ «Южный».
- ЧП «Водопьян П. П.» (маслобойня и мельница).

## Объекты социальной сферы
- Дом культуры.

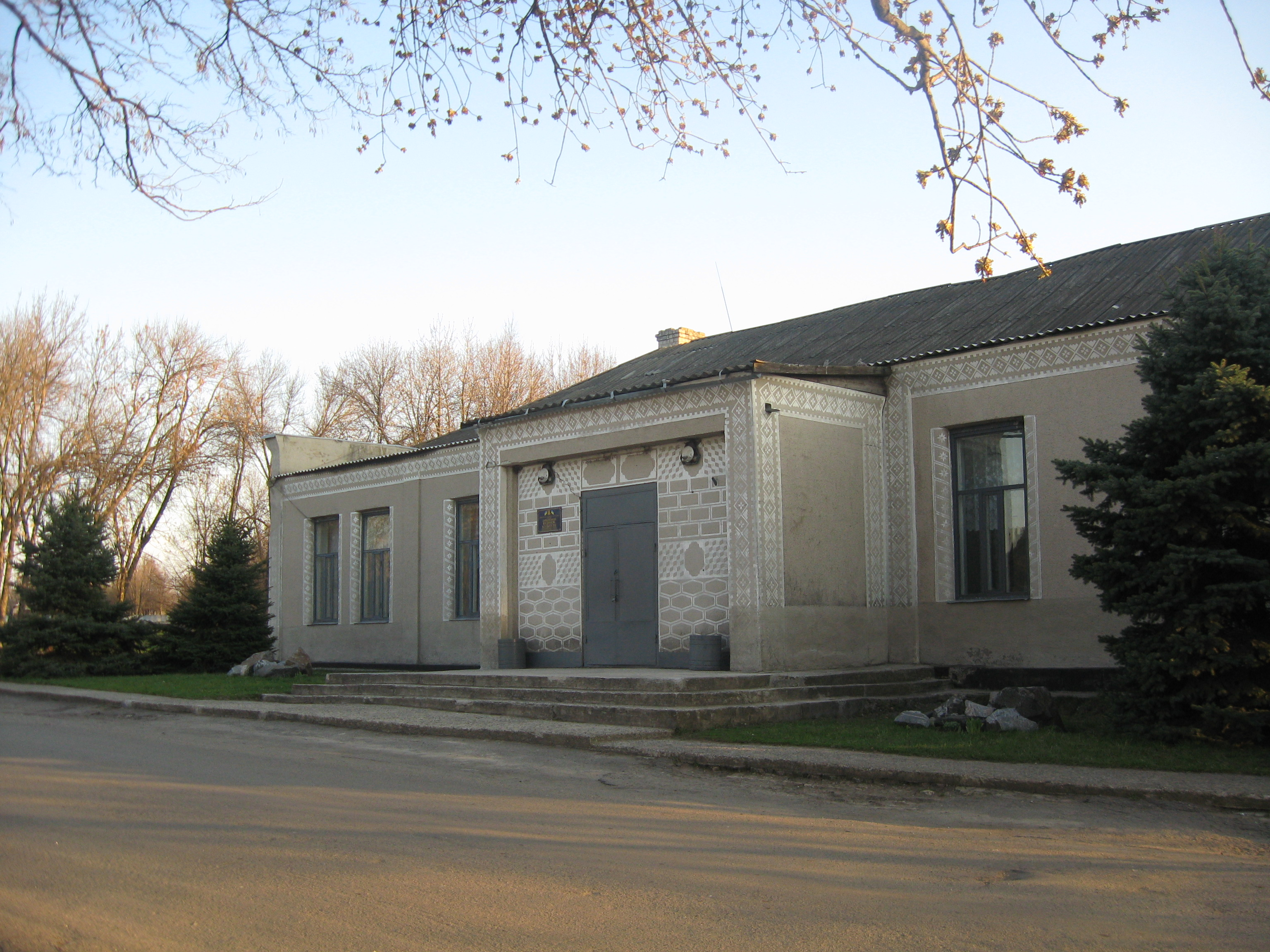
Дом культуры

- Зайцевская общеобразовательная школа.

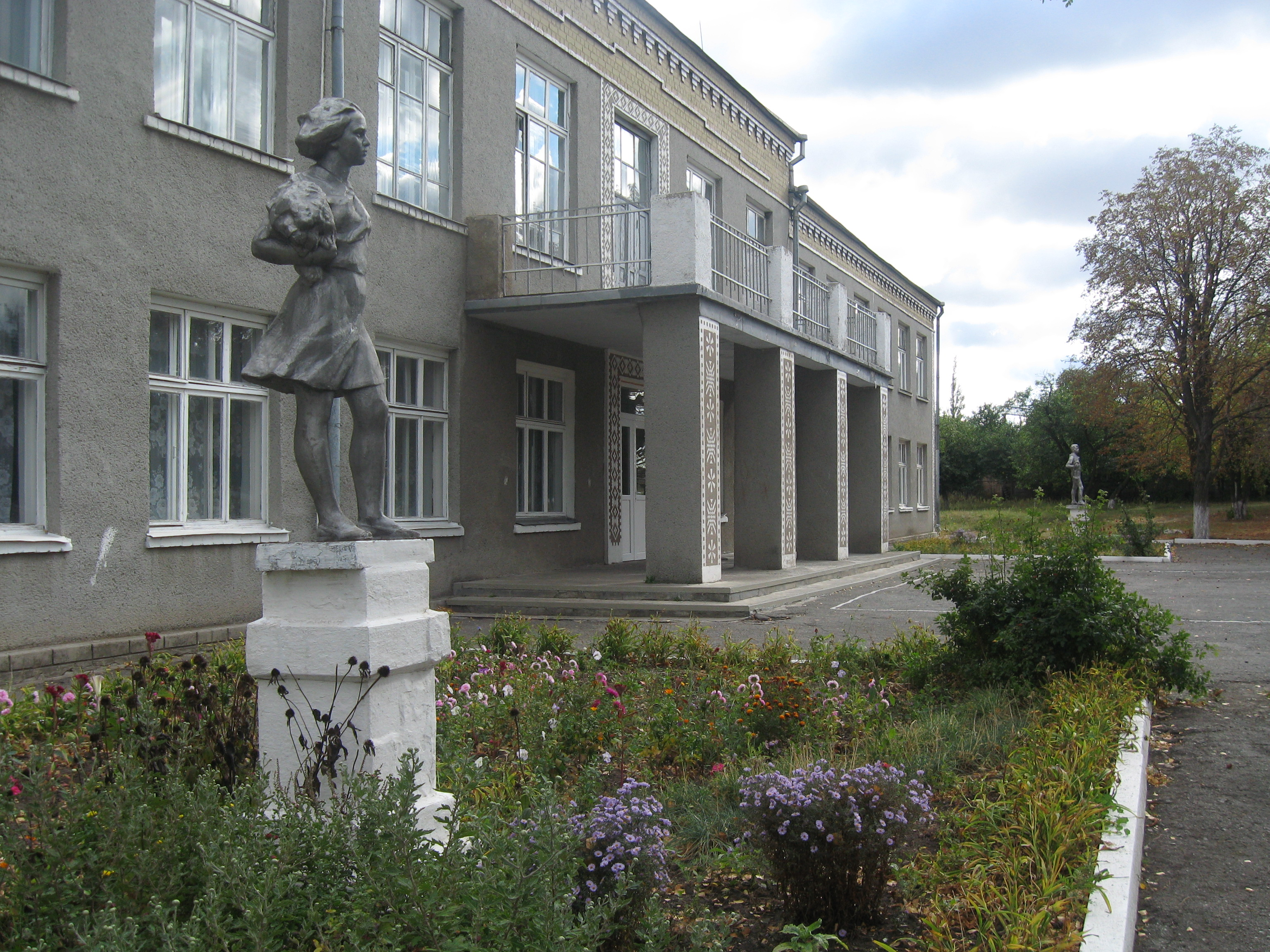
Зайцевская общеобразовательная средняя школа

- Дошкольное учебное заведение «Теремок».
- Участковая больница.
- Аптека «Союз-Фарм».
- Отделение связи «Укрпочты».
- Отделение «Ощадбанка».
- Отделение «Укртелекома».
- Предприятие по ремонту и пошиву одежды.
- Магазины.
- Библиотека.

## Достопримечательности

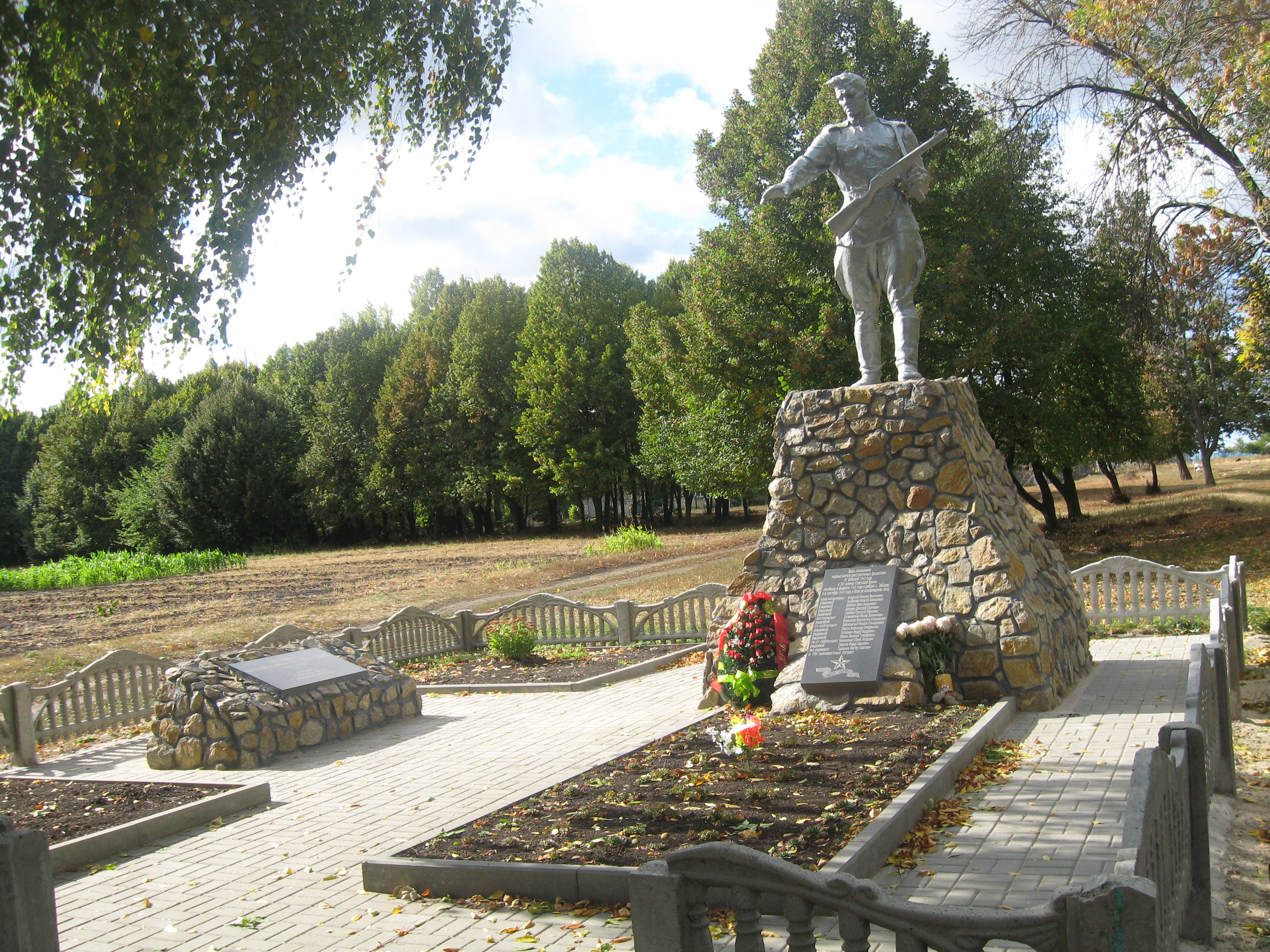
Братская могила в селе Зайцево

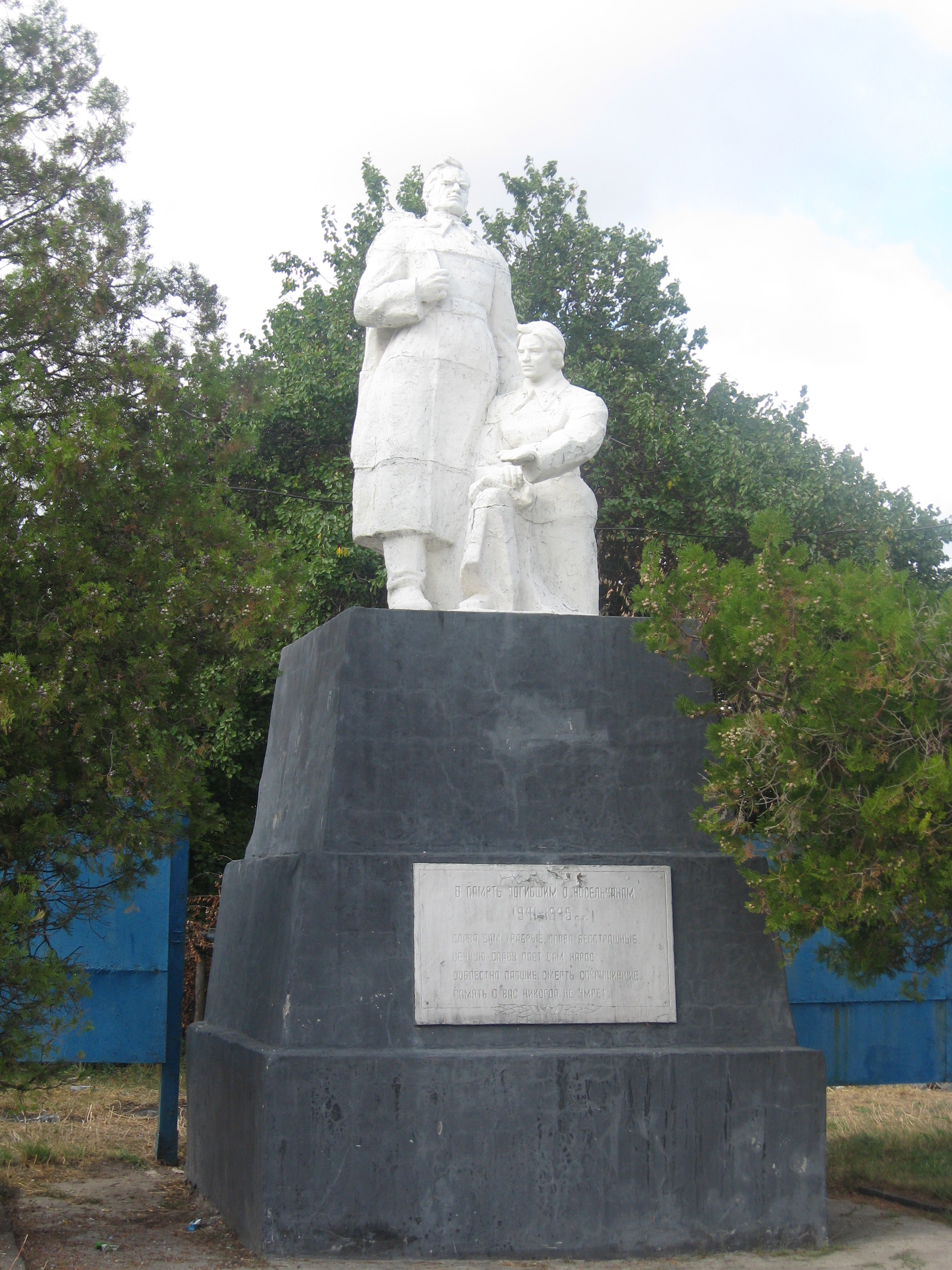
Памятник погибшим воина в селе Зайцево

- Братская могила советских воинов.

- Памятник погибшим воинам.

## Религия
- 23 мая 1920 года открыта церковь. Открытие произошло в день празднования Святой Троицы (дальнейшая судьба этой церкви: в годы активной пропаганды атеизма была закрыта, после чего долгое время пустовала. Затем в её стенах был открыт спортзал, который вскорости тоже был закрыт. В середине 80-х годов была разрушена. Сейчас на месте, где была церковь, ещё можно увидеть остатки фундамента).
- Сейчас в селе действует Свято-Троицкий храм (открыт в здании бывшей колхозной бани).

## Известные люди
- Из жителей села за самоотверженный труд орденами и медалями СССР награждены 36 человек, из них:
  - орденом Ленина — комбайнер В. К. Перепелица;
  - орденом Октябрьской Революции — заведующий свинофермой А. К. Носач;
- Владимир Григорьевич Доброскоченко — вице-адмирал ВМФ России, первый заместитель главы администрации Рузского муниципального района Московской области.
- Николай Захарович Прокопец - капитан 1 ранга ВМФ СССР и России, моряк-подводник, один из крупнейших специалистов по минно-торпедному делу.